# The Seeker (chanson)
Pour les articles homonymes, voir The Seeker.
Singles de The Who
I'm Free
(1969) Summertime Blues
(1970)
The Seeker est une chanson du groupe de rock britannique The Who composée par Pete Townshend, sortie en single le 20 mars 1970 et incorporée l'année suivante dans leur compilation Meaty Beaty Big and Bouncy. Le titre s'est classé à la 19e place des meilleures ventes de singles.

## Histoire et caractéristiques
The Seeker se présente comme une chanson hard rock, avec une suite d'accords simples et distordus. C'est le premier single hors album des Who paru durant la décennie 1970. Comme souvent, les paroles de Pete Townshend présentent une vision sociétale, faisant écho à des chansons comme My Generation. Ici, c'est le mal-être d'une génération en quête de réponses qui est abordé. On peut dire qu'il s'agit de la complainte d'un narrateur qui recherche des réponses à ses interrogations pour calmer ses angoisses. Des figures de la culture populaire de l'époque, comme Timothy Leary, les Beatles et Bob Dylan sont citées.
Le single n'a pas le succès commercial escompté : il n'atteint que la 19e place des charts du Melody Maker  britannique le 10 mai 1970, la 44e du Billboard et la 12e du Cash Box américains. Les singles suivants ne connaissent pas plus de succès, alors que les albums des Who continuent de se classer régulièrement dans le Top 10, si bien que le groupe arrêtera de sortir des singles inédits en 1973 pour privilégier le marché des albums. 
Le titre est sorti d'un relatif oubli lorsqu'il est incorporé en 1999 dans la bande originale du film American Beauty, et ses qualités intrinsèques ont fait qu'il est devenu au fil des années un classique de la musique rock, repris sur scène par des groupes tels que Guns N'Roses, Rush ou le Tedeschi Trucks Band, et régulièrement par The Who eux-mêmes.

## Reprises
- Le groupe Rush a repris cette chanson sur leur album Feedback ainsi que le groupe The New Christs sur leur mini album Pedestal.
- Le groupe Guns N' Roses l'a interprétée le 7 novembre 2012 à Las Vegas durant leur tournée résidence d'un mois "Appetite For Democracy" au Hard Rock Hotel.

## Utilisations
- Dans Grand Theft Auto IV, The Seeker peut être entendue en écoutant Liberty Rock Radio.
- Dans Guitar Hero III : Legends of Rock, on peut jouer le titre.
- La chanson est utilisée sur la bande originale du film American Beauty.
- La chanson est utilisée en ouverture du film L'Anglais de Steven Soderbergh (1999).